# Glochidion malindangense
Glochidion malindangense är en emblikaväxtart som beskrevs av Charles Budd Robinson. Glochidion malindangense ingår i släktet Glochidion och familjen emblikaväxter. Inga underarter finns listade i Catalogue of Life.